# 1919-es Copa América
Az 1919-es Dél-amerikai Válogatottak Bajnoksága a harmadik dél-amerikai torna volt, melynek Brazília adott otthont, 1919. május 11. és május 29-e között. A tornát a házigazda Brazília nyerte meg.

## Lebonyolítás
A négy részt vevő válogatott egy csoportban, körmérkőzéses formában mérkőzött meg egymással.

## Eredmények

### Mérkőzések
| 1919. május 11. |

| Brazília                                          | 6–0   | Chile |
| ------------------------------------------------- | ----- | ----- |
| Friedenreich 19' 38' 76' Neco 21' 83' Haroldo 79' | (3–0) |       |

| Estadio das Laranjeiras, Rio de Janeiro Nézőszám: 20 000 Játékvezető: Juan Pedro Barbera (argentin) |

| 1919. május 13. |

| Argentína                        | 2–3   | Uruguay                                  |
| -------------------------------- | ----- | ---------------------------------------- |
| Izaguirre 34' Varela 79' (öngól) | (1–2) | C. Scarone 19' H. Scarone 23' Gradín 85' |

| Estadio das Laranjeiras, Rio de Janeiro Nézőszám: 18 000 Játékvezető: Robert Todd (angol) |

| 1919. május 17. |

| Uruguay                     | 2–0   | Chile |
| --------------------------- | ----- | ----- |
| C. Scarone 31' J. Pérez 43' | (2–0) |       |

| Estadio das Laranjeiras, Rio de Janeiro Nézőszám: 8 000 Játékvezető: Adilton Ponteado (brazil) |

| 1919. május 18. |

| Brazília                          | 3–1   | Argentína     |
| --------------------------------- | ----- | ------------- |
| Héitor 22' Amílcar 57' Millón 77' | (1–0) | Izaguirre 65' |

| Estadio das Laranjeiras, Rio de Janeiro Nézőszám: 22 000 Játékvezető: Robert Todd (angol) |

| 1919. május 22. |

| Argentína                         | 4–1   | Chile      |
| --------------------------------- | ----- | ---------- |
| Clarcke 10' 23' 62' Izaguirre 13' | (3–1) | France 33' |

| Estadio das Laranjeiras, Rio de Janeiro Nézőszám: 15 000 Játékvezető: Joaquim de Castro (brazil) |

| 1919. május 26. |

| Uruguay                   | 2–2   | Brazília     |
| ------------------------- | ----- | ------------ |
| Gradín 13' C. Scarone 17' | (2–1) | Neco 29' 63' |

| Estadio das Laranjeiras, Rio de Janeiro Nézőszám: 23 000 Játékvezető: Robert Todd (angol) |

| Hely. | Csapat       | M | Gy | D | V | G+ | G– | Gk  | P |
| ----- | ------------ | - | -- | - | - | -- | -- | --- | - |
| 1.    | Brazília (R) | 3 | 2  | 1 | 0 | 11 | 3  | +8  | 5 |
| 2.    | Uruguay      | 3 | 2  | 1 | 0 | 7  | 4  | +3  | 5 |
| 3.    | Argentína    | 3 | 1  | 0 | 2 | 7  | 7  | 0   | 2 |
| 4.    | Chile        | 3 | 0  | 0 | 3 | 1  | 12 | −11 | 0 |

A csoport élén azonos pontszámmal végzett Brazília és Uruguay, ezért egy újabb mérkőzés döntött a győztesről.
Rájátszás
| 1919. május 29. |

| Brazília          | 1–0 (h. u.) | Uruguay |
| ----------------- | ----------- | ------- |
| Friedenreich 122' | (0–0)       |         |

| Estadio das Laranjeiras, Rio de Janeiro Nézőszám: 35 000 Játékvezető: Juan Pedro Barbera (argentin) |

- A mérkőzésen 4 hosszabbítás volt, egyenként 15 percesek. A mérkőzés így körülbelül 150 percig tartott.

| Az 1919-es Dél-amerikai Válogatottak Bajnoksága győztese |
| -------------------------------------------------------- |
| BRAZÍLIA 1. cím                                          |

### Végeredmény
| Hely.                    | Csapat       | M | Gy | D | V | G+ | G– | Gk  | P |
| ------------------------ | ------------ | - | -- | - | - | -- | -- | --- | - |
| 1. helyezett, aranyérmes | Brazília (R) | 4 | 3  | 1 | 0 | 12 | 3  | +9  | 7 |
| 2. helyezett, ezüstérmes | Uruguay      | 4 | 2  | 1 | 1 | 7  | 5  | +2  | 5 |
| 3. helyezett, bronzérmes | Argentína    | 3 | 1  | 0 | 2 | 7  | 7  | 0   | 2 |
| 4.                       | Chile        | 3 | 0  | 0 | 3 | 1  | 12 | −11 | 0 |

### Gólszerzők
| 4 gólos - Arthur Friedenreich - Neco 3 gólos - Edwin Clarcke - Carlos Izaguirre - Carlos Scarone 2 gólos - Isabelino Gradín | 1 gólos - Amílcar - Haroldo - Héitor - Millon - Alfredo France - José Pérez - Héctor Scarone Öngólos - Manuel Varela ( Argentína ellen) |

## Külső hivatkozások
- 1919 South American Championship